# Philip Hunt
Philip Hunt (* 1966) je anglický režisér, který se věnuje tvorbě animovaných filmů. Působí ve společnosti Studio AKA. Studoval na Royal College of Art v Londýně. Roku 1994 natočil krátkometrážní snímek Ah Pook Is Here, který doprovází komentář namluvený Williamem Sewardem Burroughsem a hudba velšského hudebníka Johna Calea. V roce 2008 představil snímek Lost and Found (v Česku pod názvem Ztracený a nalezený). Film byl natočen podle stejnojmenné knihy spisovatele Olivera Jefferse. Snímek získal řadu ocenění. Roku 2020 natočil film Here We Are: Notes for Living on Planet Earth, na kterém se podílela Meryl Streepová.

## Filmografie
- Spotless Dominoes (1991)
- Ah Pook Is Here (1994)
- Lost and Found (2008)
- The Girl and the Cloud (2014)
- Here We Are: Notes for Living on Planet Earth (2020)